# Анохин, Иван Фёдорович
Ива́н Фёдорович Ано́хин (8 [21] сентября 1902 — 17 июня 1977) — советский офицер, участник Великой Отечественной войны, заместитель командира 3-го батальона по политической части 467-го стрелкового полка 81-й стрелковой дивизии 61-й армии Центрального фронта, капитан.
Герой Советского Союза (15.01.1944), полковник запаса с 1955 года.

## Биография
Родился 8 (21) сентября 1902 год в селе Пол-Успенье Пол-Успенской волости Ливенского уезда Орловской губернии, ныне Краснозоренского района Орловской области в семье столяра. Русский. Член ВКП(б) с 1928 года. С марта 1933 года жил в городе Москве. Работал в Центральном комитете профсоюза рабочих металлургической промышленности восточных районов страны.
В Красной армии служил в 1924—1925 годах. В октябре 1941 года снова был призван в армию и направлен на учёбу в Военно-политическую академию имени В. И. Ленина. Учился до октября 1942 года.
В боях с немецко-фашистскими захватчиками участвовал с ноября 1942 года в составе 467-го стрелкового полка 81-й стрелковой Калинковичской дивизии в должности заместителя командира стрелкового батальона по политической части.
5 июля 1943 года немецкое командование нанесло главный удар в направлении города Курска в районе посёлка Поныри, где оборонялась 81-я стрелковая дивизия 13-й армии. В течение пяти часов 3-й батальон совместно с другими подразделениями 467-го стрелкового полка героически отражал яростные атаки врага. Когда из строя выбыли несколько пулемётчиков, капитан Анохин, находившийся в 8-й стрелковой роте, сам лёг за пулемёт и продолжил уничтожать солдат вермахта. Разорвавшейся недалеко бомбой его контузило и засыпало землёй.
К вечеру 6 июля подразделения 467-го стрелкового полка под прикрытием танков пошли в контратаку. Ожесточённый бой длился 3 часа. Советские воины выдержали натиск врага. Они удержали в своих руках железнодорожную станцию Поныри. Капитан И. Ф. Анохин за этот бой был награждён орденом Красного Знамени.
30 сентября 1943 года 81-я стрелковая дивизия вышла к Днепру в районе хутора Кукары, между озёрами Святое и Линное и немедленно начала форсирование реки. Руководство первой десантной группой Анохин взял на себя. Ей предстояло овладеть плацдармом на правом берегу реки в районе населённого пункта Глушец.
Несмотря на ураганный огонь, вскоре на земле Правобережья было уже 20 человек. Бойцы быстро окопались и установили связь со штабом полка. Вскоре на плацдарме сосредоточился и весь 3-й стрелковый батальон. Начались ожесточённые многодневные бои на плацдарме.
В один из дней Анохин заменил раненого командира батальона. Под его руководством батальон перешёл в атаку, продвинулся вперёд более чем на 500 метров, заняв более выгодные позиции в районе безымянного озера, и тем самым создал благоприятные условия для форсирования Днепра другими подразделениями 81-й стрелковой дивизии.
Особенно упорные и сильные контратаки враг предпринял 6 октября 1943 года. Обстановка на участке батальона сложилась тяжёлая. Роты несли потери. Но герои стояли насмерть. Капитан Анохин неоднократно водил батальон в контратаки, которые доходили до рукопашных схваток. Стратегический плацдарм на правом берегу Днепра был удержан.
Указом Президиума Верховного Совета СССР «О присвоении звания Героя Советского Союза генералам, офицерскому, сержантскому и рядовому составу Красной Армии» от 15 января 1944 года за «образцовое выполнение боевых заданий командования по форсированию реки Днепр и проявленные при этом мужество и героизм» Ивану Фёдоровичу Анохину было присвоено звание Героя Советского Союза с вручением ордена Ленина и медали «Золотая Звезда» (№ 2981).
После битвы за Днепр И. Ф. Анохин участвовал в освобождении Белоруссии, Прибалтики, Польши, в разгроме немецко-фашистских войск на территории Германии. Был заместителем командира стрелкового батальона по политчасти, парторгом полка, инструктором политотдела.
После войны И. Ф. Анохин до 1955 года служил в Советской Армии, занимая различные должности. В 1955 году он уволился в запас в звании полковника. Жил в городе Москве. Умер 17 июня 1977 года.

## Награды
- Медаль «Золотая Звезда» Героя Советского Союза (№ 2981)
- Орден Ленина
- Орден Красного Знамени
- Два ордена Отечественной войны I степени
- Орден Красной Звезды
- Медали, в том числе:
  - Медаль «За победу над Германией в Великой Отечественной войне 1941—1945 гг.»
  - Юбилейная медаль «Двадцать лет Победы в Великой Отечественной войне 1941—1945 гг.»
  - Юбилейная медаль «Тридцать лет Победы в Великой Отечественной войне 1941—1945 гг.»

## Память
- Похоронен в городе Макеевка Донецкой области (Украина).